# 鹿島旭站
鹿島旭站（日语：／ Kashima-Asahi eki */?）是位於茨城縣鉾田市造谷1375番103號，鹿島臨海鐵道的大洗鹿島線車站。本站位於鉾田市北部（舊・旭村）位置。鄰近鉾田市政廳旭分所（舊・旭村公所）、嚴島神社（子生弁天）、鉾田市舟木地區。

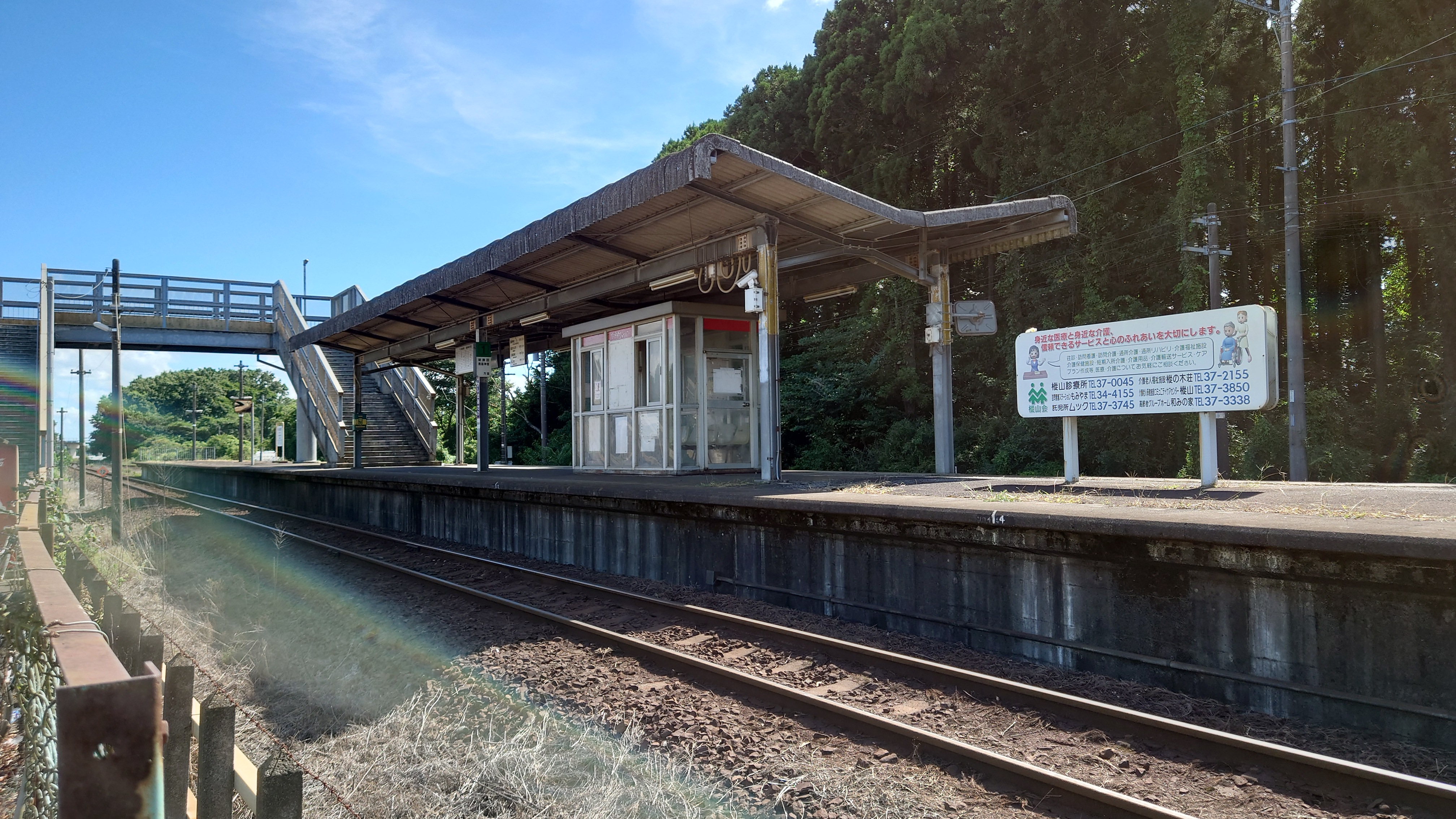
候車室與月台(2022年8月)

## 歷史
- 1985年（昭和60年）3月14日 - 大洗鹿島線開通，此站啟用。

## 車站構造
本站是地面車站，設有1面2線的島式月台。本站是無人車站。

### 月台
| 月台 | 路線        | 上下行 | 方向                 |
| ---- | ----------- | ------ | -------------------- |
| 1    | ■大洗鹿島線 | 下行   | 新鉾田、鹿島神宮方向 |
| 2    | ■大洗鹿島線 | 上行   | 大洗、水戶方向       |

## 在此站的運行形態
- 上行（涸沼、大洗、水戶方向）
  - 日間設有大約每小時1班普通列車（前往水戶）停靠[2]。
- 下行（新鉾田、大洋、鹿島神宮方向）
  - 日間設有大約每小時1-2班普通列車（前往鹿島神宮）停靠，早上和黃昏設有前往新鉾田的列車[2]。

## 使用狀況
| 1日上下車人次變化 | 1日上下車人次變化 |
| 年度              | 1日平均人次       |
| ----------------- | ----------------- |
| 2011年            | 315               |
| 2012年            | 364               |
| 2013年            | 361               |
| 2014年            | 361               |
| 2015年            | 344               |

## 車站周邊
曾經此站是位於旭村中心。
- 鉾田市政廳旭綜合分所（舊·旭村（日语：旭村_(茨城県)）公所）
- 水戶信用金庫（日语：水戸信用金庫）旭分店
- 筑波銀行（日语：筑波銀行）造谷分店（舊：茨城銀行）
- 茨城縣道114號下太田鉾田線（日语：茨城県道114号下太田鉾田線）
- 茨城縣道115號子生茨城線（日语：茨城県道115号子生茨城線）
- 鉾田警署（日语：鉾田警察署）造谷駐在所
- 鉾田市立旭中學

## 相鄰車站
鹿島臨海鐵道
■大洗鹿島線
涸沼－鹿島旭－德宿

## 注腳
1. ↑  鹿島旭駅.鹿島臨海鉄道公式ホームページ （页面存档备份，存于）（日語）
2. 1 2  鹿島旭駅時刻表.駅探（日語）
3. ↑  国土数値情報(駅別乗降客数データ)  （页面存档备份，存于）（日語） - 國土交通省，2019年7月3日參閲

## 外部連結
- 鹿島旭 | 鹿島臨海鐵道株式會社 （页面存档备份，存于）（日語）